# Две тысячи слов
«Две тысячи слов» (полное название: «Две тысячи слов, обращённых к рабочим, крестьянам, служащим, учёным, работникам искусства и всем прочим», чеш. Dva tisíce slov, které patří dělníkům, zemědělcům, úředníkům, vědcům, umělcům a všem) — один из двух знаменитых документов Пражской весны (наряду с Программой действий КПЧ), автором которого был писатель Людвиг Вацулик. Опубликован 27 июня 1968 года в пражской газете «Literární noviny» и других чехословацких газетах за подписями около 60 интеллектуалов. В редакции проводился сбор дополнительных подписей в поддержку этого манифеста и реформ Александра Дубчека, направленных на создание «социализма с человеческим лицом».

## Содержание
В манифесте содержалась критика «власти партийно-бюрократического аппарата» (vláda stranicko-státní byrokracie), но при этом приветствовался «процесс демократизации» (proces demokratizace) и намерение «очеловечить режим» (zlidštit režim). Возлагалась надежда на «прогрессивное крыло» (pokrokové křídlo) коммунистов, которые обеспечили «необыкновенную словесную смелость» (nebývalé slovní smělost). Осуждался возможный «реванш старых сил» (odplata starých sil) и вмешательство «иностранных сил» (zahraniční síly). Содержался призыв к возобновлению деятельности Народного фронта и организации «служб охраны порядка». Решением национального вопроса считалась федерализация (federalizace).

## Подписавшие
Писатели (Иржи Ганзелка), актеры (Рудольф Грушинский, Ян Верих, Отомар Крейча) и спортсмены (Вера Чаславска, Иржи Рашка, Эмиль Затопек), а также врачи (Ян Брод), микробиологи, поэты и композиторы.

## Реакция
Руководство КПЧ данный документ рассматривать отказалось, а после начала политики нормализации новое руководство преследовало лиц, подписавших обращение. Массовость поддержки этих реформ вызвала у руководства СССР опасения в возможности повторения венгерских событий 1956 года. Публикация манифеста была воспринята как попытка идеологической диверсии, а подписи под документом после интервенции войск организации Варшавского договора служили поводом для преследования.